# 2018–2019-es UEFA Nemzetek Ligája (D liga)
A 2018–2019-es UEFA Nemzetek Ligájának D ligája az UEFA Nemzetek Ligája 2018–2019-es kiírásának negyedik divíziója.

## Lebonyolítás
A D ligában az UEFA rangsorának 40–55. helyen álló csapatai szerepeltek, a csapatokat négy darab csoportba sorsolták. A csoportok győztesei feljutottak a 2020–2021-es UEFA Nemzetek Ligájának C ligájába.
Továbbá a D liga a 2020-as Európa-bajnokság maradék négy helyéből egy helyet biztosított. A D liga legjobb négy csapata, amely nem jutott ki az Európa-bajnokságra, pótselejtezőt játszhatott. Elsősorban a divíziók csoportgyőztesei játszhattak pótselejtezőt, de ha egy csoportgyőztes már a Eb-selejtezőből kijutott, akkor az adott liga legjobb helyezettje kapott helyet a pótselejtezőben. Ha a D liga csapataiból kevesebb mint négy csapat nem jutott ki a selejtezőből, akkor a pótselejtezős helyeket a Nemzetek Ligája következő legjobb helyezettjei kapták, de egy csoportgyőztes nem játszhatott egy magasabb ligában lévő csapattal. A pótselejtező két elődöntőből (az 1. helyen rangsorolt csapat a 4. helyen rangsorolt csapattal, a 2. helyen rangsorolt csapat a 3. helyen rangsorolt csapattal mérkőzött, a magasabban rangsorolt csapat játszott hazai pályán) és egy döntőből állt, a két elődöntő győztese között (a helyszínt a két csapat közül sorsolták).

## Kiemelés
A D liga résztvevőit a 2018-as világbajnokság európai selejtezőinek első fordulója után határozták meg az akkori, nemzetekre vonatkozó UEFA-együtthatók alapján, 2017. október 11-én. A csapatokat négy darab kalapba sorolták.
A csoportok sorsolását Lausanne-ben, Svájcban tartják 2018. január 24-én. Az UEFA végrehajtó bizottságának döntése értelmében Örményország és Azerbajdzsán nem kerülhetett azonos csoportba.
| Csapat           | Együttható | Hely. |
| ---------------- | ---------- | ----- |
| Azerbajdzsán     | 17 761     | 40    |
| Macedónia        | 17 071     | 41    |
| Fehéroroszország | 16 868     | 42    |
| Grúzia           | 16 523     | 43    |

| Csapat       | Együttható | Hely. |
| ------------ | ---------- | ----- |
| Örményország | 15 846     | 44    |
| Lettország   | 15 821     | 45    |
| Feröer       | 15 490     | 46    |
| Luxemburg    | 14 231     | 47    |

| Csapat        | Együttható | Hely. |
| ------------- | ---------- | ----- |
| Kazahsztán    | 13 431     | 48    |
| Moldova       | 13 130     | 49    |
| Liechtenstein | 10 950     | 50    |
| Málta         | 10 870     | 51    |

| Csapat     | Együttható | Hely. |
| ---------- | ---------- | ----- |
| Andorra    | 10 240     | 52    |
| Koszovó    | 9 950      | 53    |
| San Marino | 8 190      | 54    |
| Gibraltár  | 7 550      | 55    |

## Csoportok

### 1. csoport
| Hely. | Csapat     | M | Gy | D | V | G+ | G– | Gk  | P  | Feljutás vagy kiesés              |     | Grúzia | Kazahsztán | Lettország | Andorra |
| ----- | ---------- | - | -- | - | - | -- | -- | --- | -- | --------------------------------- | --- | ------ | ---------- | ---------- | ------- |
| 1.    | Grúzia     | 6 | 5  | 1 | 0 | 12 | 2  | +10 | 16 | Feljutott a 2020–2021-es C ligába |     | —      | 2–1        | 1–0        | 3–0     |
| 2.    | Kazahsztán | 6 | 1  | 3 | 2 | 8  | 7  | +1  | 6  | Feljutott a 2020–2021-es C ligába |     | 0–2    | —          | 1–1        | 4–0     |
| 3.    | Lettország | 6 | 0  | 4 | 2 | 2  | 6  | −4  | 4  |                                   |     | 0–3    | 1–1        | —          | 0–0     |
| 4.    | Andorra    | 6 | 0  | 4 | 2 | 2  | 9  | −7  | 4  |                                   | 1–1 | 1–1    | 0–0        | —          |         |

1. ↑  A 2020–2021-es Nemzetek Ligája átalakítása miatt a második helyezettek és a legjobb harmadik helyezett a C ligába került.[9]

| 2018. szeptember 6. 16:00 (20:00 UTC+6) |

| Kazahsztán | 0–2               | Grúzia                            |
| ---------- | ----------------- | --------------------------------- |
|            | (0–0) Jegyzőkönyv | Csakvetadze 69' Malyi 74' (öngól) |

| Asztana Arena, Asztana Játékvezető: Halil Umut Meler (török) |

| 2018. szeptember 6. 20:45 (21:45 UTC+3) |

| Lettország | 0–0         | Andorra |
| ---------- | ----------- | ------- |
|            | Jegyzőkönyv |         |

| Daugava Stadium, Riga Játékvezető: Keith Kennedy (északír) |

| 2018. szeptember 9. 18:00 |

| Grúzia                     | 1–0               | Lettország |
| -------------------------- | ----------------- | ---------- |
| Okriashvili 77' (11-esből) | (0–0) Jegyzőkönyv |            |

| Borisz Paicsadze Stadion, Tbiliszi Játékvezető: Anastasios Papapetrou (görög) |

| 2018. szeptember 10. 20:45 |

| Andorra   | 1–1               | Kazahsztán     |
| --------- | ----------------- | -------------- |
| Aláez 86' | (0–0) Jegyzőkönyv | Logvinenko 68' |

| Estadi Nacional, Andorra la Vella Játékvezető: Vilhjálmur Þórarinsson (izlandi) |

| 2018. október 13. 18:00 |

| Grúzia                            | 3–0               | Andorra |
| --------------------------------- | ----------------- | ------- |
| Qazaishvili 33' 84' Kankava 90+5' | (1–0) Jegyzőkönyv |         |

| Borisz Paicsadze Stadion, Tbiliszi Játékvezető: Leontios Trattou (ciprusi) |

| 2018. október 13. 18:00 |

| Lettország     | 1–1               | Kazahsztán      |
| -------------- | ----------------- | --------------- |
| Karašausks 40' | (1–1) Jegyzőkönyv | Zaynutdinov 16' |

| Daugava Stadium, Riga Játékvezető: Harald Lechner (osztrák) |

| 2018. október 16. 16:00 |

| Kazahsztán                                                   | 4–0               | Andorra |
| ------------------------------------------------------------ | ----------------- | ------- |
| Seydakhmet 21' Turysbek 39' Gómes 61' (öngól) Murtazayev 74' | (2–0) Jegyzőkönyv |         |

| Asztana Arena, Asztana Játékvezető: Serhiy Boyko (ukrán) |

| 2018. október 16. 20:45 |

| Lettország | 0–3               | Grúzia                                |
| ---------- | ----------------- | ------------------------------------- |
|            | (0–2) Jegyzőkönyv | Kankava 8' Gvilia 29' Csakvetadze 61' |

| Daugava Stadium, Riga Játékvezető: Petr Ardeleánu (cseh) |

| 2018. november 15. 16:00 |

| Kazahsztán     | 1–1               | Lettország |
| -------------- | ----------------- | ---------- |
| Suyumbayev 37' | (1–0) Jegyzőkönyv | Rakels 49' |

| Asztana Arena, Asztana Játékvezető: Jens Maae (dán) |

| 2018. november 16. 20:45 |

| Andorra         | 1–1               | Grúzia         |
| --------------- | ----------------- | -------------- |
| C. Martínez 63' | (0–1) Jegyzőkönyv | Csakvetadze 9' |

| Estadi Nacional, Andorra la Vella Játékvezető: Radu Petrescu (román) |

| 2018. november 19. 18:00 |

| Andorra | 0–0         | Lettország |
| ------- | ----------- | ---------- |
|         | Jegyzőkönyv |            |

| Estadi Nacional, Andorra la Vella Játékvezető: Halil Umut Meler (török) |

| 2018. november 19. 18:00 |

| Grúzia                           | 2–1               | Kazahsztán    |
| -------------------------------- | ----------------- | ------------- |
| Merebashvili 59' Csakvetadze 84' | (0–0) Jegyzőkönyv | Omirtayev 90' |

| Borisz Paicsadze Stadion, Tbiliszi Játékvezető: Tiago Martins (portugál) |

### 2. csoport
| Hely. | Csapat           | M | Gy | D | V | G+ | G– | Gk  | P  | Feljutás vagy kiesés              |  | Fehéroroszország | Luxemburg | Moldova | San Marino |
| ----- | ---------------- | - | -- | - | - | -- | -- | --- | -- | --------------------------------- |  | ---------------- | --------- | ------- | ---------- |
| 1.    | Fehéroroszország | 6 | 4  | 2 | 0 | 10 | 0  | +10 | 14 | Feljutott a 2020–2021-es C ligába |  | —                | 1–0       | 0–0     | 5–0        |
| 2.    | Luxemburg        | 6 | 3  | 1 | 2 | 11 | 4  | +7  | 10 | Feljutott a 2020–2021-es C ligába |  | 0–2              | —         | 4–0     | 3–0        |
| 3.    | Moldova          | 6 | 2  | 3 | 1 | 4  | 5  | −1  | 9  | Feljutott a 2020–2021-es C ligába |  | 0–0              | 1–1       | —       | 2–0        |
| 4.    | San Marino       | 6 | 0  | 0 | 6 | 0  | 16 | −16 | 0  |                                   |  | 0–2              | 0–3       | 0–1     | —          |

1. ↑  A 2020–2021-es Nemzetek Ligája átalakítása miatt a második helyezettek és a legjobb harmadik helyezett a C ligába került.[9]

| 2018. szeptember 8. 18:00 (19:00 UTC+3) |

| Fehéroroszország                                                 | 5–0               | San Marino |
| ---------------------------------------------------------------- | ----------------- | ---------- |
| Stasevich 4' Drahun 26' 87' Saroka 67' (11-esből) Kavalyow 90+1' | (2–0) Jegyzőkönyv |            |

| Dinamo Stadion, Minszk Játékvezető: Sandro Schärer (svájci) |

| 2018. szeptember 8. 20:45 |

| Luxemburg                                   | 4–0               | Moldova |
| ------------------------------------------- | ----------------- | ------- |
| Malget 34' Thill 60' Sinani 75' Martins 83' | (1–0) Jegyzőkönyv |         |

| Stade Josy Barthel, Luxembourg Játékvezető: Rob Harvey (ír) |

| 2018. szeptember 11. 20:45 |

| San Marino | 0–3               | Luxemburg                          |
| ---------- | ----------------- | ---------------------------------- |
|            | (0–2) Jegyzőkönyv | Chanot 9' Joachim 45+1' Sinani 52' |

| Olimpiai Stadion, Serravalle Játékvezető: Filip Glova (szlovák) |

| 2018. szeptember 11. 20:45 (21:45 UTC+3) |

| Moldova | 0–0         | Fehéroroszország |
| ------- | ----------- | ---------------- |
|         | Jegyzőkönyv |                  |

| Zimbru Stadion, Chișinău Játékvezető: Mario Zebec (horvát) |

| 2018. október 12. 20:45 (21:45 UTC+3) |

| Fehéroroszország | 1–0               | Luxemburg |
| ---------------- | ----------------- | --------- |
| Saroka 43'       | (1–0) Jegyzőkönyv |           |

| Dinamo Stadium, Minszk Játékvezető: Ali Palabıyık (török) |

| 2018. október 12. 20:45 (21:45 UTC+3) |

| Moldova         | 2–0               | San Marino |
| --------------- | ----------------- | ---------- |
| Gînsari 31' 67' | (1–0) Jegyzőkönyv |            |

| Zimbru Stadion, Chișinău Játékvezető: Bryn Markham-Jones (walesi) |

| 2018. október 15. 20:45 (21:45 UTC+3) |

| Fehéroroszország | 0–0         | Moldova |
| ---------------- | ----------- | ------- |
|                  | Jegyzőkönyv |         |

| Dinamo Stadium, Minszk Játékvezető: Kevin Clancy (skót) |

| 2018. október 15. 20:45 |

| Luxemburg                         | 3–0               | San Marino |
| --------------------------------- | ----------------- | ---------- |
| Turpel 4' Sinani 65' V. Thill 73' | (1–0) Jegyzőkönyv |            |

| Stade Josy Barthel, Luxembourg Játékvezető: Aleksandrs Golubevs (lett) |

| 2018. november 15. 20:45 |

| San Marino | 0–1               | Moldova      |
| ---------- | ----------------- | ------------ |
|            | (0–0) Jegyzőkönyv | Damașcan 78' |

| Olimpiai Stadion, Serravalle Játékvezető: Georgios Kominis (görög) |

| 2018. november 15. 20:45 |

| Luxemburg | 0–2               | Fehéroroszország |
| --------- | ----------------- | ---------------- |
|           | (0–1) Jegyzőkönyv | Drahun 37' 54'   |

| Stade Josy Barthel, Luxembourg Játékvezető: Serdar Gözübüyük (holland) |

| 2018. november 18. 18:00 (19:00 UTC+2) |

| Moldova                | 1–1               | Luxemburg |
| ---------------------- | ----------------- | --------- |
| Gînsari 58' (11-esből) | (0–0) Jegyzőkönyv | Bensi 70' |

| Zimbru Stadion, Chișinău Játékvezető: Adrien Jaccottet (svájci) |

| 2018. november 18. 18:00 |

| San Marino | 0–2               | Fehéroroszország     |
| ---------- | ----------------- | -------------------- |
|            | (0–1) Jegyzőkönyv | Drahun 8' Saroka 52' |

| Olimpiai Stadion, Serravalle Játékvezető: Giorgi Kruashvili (grúz) |

### 3. csoport
| Hely. | Csapat       | M | Gy | D | V | G+ | G– | Gk  | P  | Feljutás vagy kiesés              |     | Koszovó | Azerbajdzsán | Feröer | Málta |
| ----- | ------------ | - | -- | - | - | -- | -- | --- | -- | --------------------------------- | --- | ------- | ------------ | ------ | ----- |
| 1.    | Koszovó      | 6 | 4  | 2 | 0 | 15 | 2  | +13 | 14 | Feljutott a 2020–2021-es C ligába |     | —       | 4–0          | 2–0    | 3–1   |
| 2.    | Azerbajdzsán | 6 | 2  | 3 | 1 | 7  | 6  | +1  | 9  | Feljutott a 2020–2021-es C ligába |     | 0–0     | —            | 2–0    | 1–1   |
| 3.    | Feröer       | 6 | 1  | 2 | 3 | 5  | 10 | −5  | 5  |                                   |     | 1–1     | 0–3          | —      | 3–1   |
| 4.    | Málta        | 6 | 0  | 3 | 3 | 5  | 14 | −9  | 3  |                                   | 0–5 | 1–1     | 1–1          | —      |       |

1. ↑  A 2020–2021-es Nemzetek Ligája átalakítása miatt a második helyezettek és a legjobb harmadik helyezett a C ligába került.[9]

| 2018. szeptember 7. 18:00 (20:00 UTC+4) |

| Azerbajdzsán | 0–0         | Koszovó |
| ------------ | ----------- | ------- |
|              | Jegyzőkönyv |         |

| Olimpiai Stadion, Baku Játékvezető: Ola Hobber Nilsen (norvég) |

| 2018. szeptember 7. 20:45 (19:45 UTC+1) |

| Feröer                                 | 3–1               | Málta      |
| -------------------------------------- | ----------------- | ---------- |
| Edmundsson 31' Joensen 38' Hansson 52' | (2–1) Jegyzőkönyv | Mifsud 42' |

| Tórsvøllur, Tórshavn Játékvezető: Ville Nevalainen (finn) |

| 2018. szeptember 10. 20:45 |

| Koszovó              | 2–0               | Feröer |
| -------------------- | ----------------- | ------ |
| Zeneli 50' Nuhiu 55' | (0–0) Jegyzőkönyv |        |

| Fadil Vokrri Stadium, Pristina Játékvezető: Bart Vertenten (belga) |

| 2018. szeptember 10. 20:45 |

| Málta                | 1–1               | Azerbajdzsán   |
| -------------------- | ----------------- | -------------- |
| Agius 10' (11-esből) | (1–1) Jegyzőkönyv | Khalilzade 26' |

| Nemzeti Stadion, Ta’ Qali Játékvezető: Nikola Dabanović (montenegrói) |

| 2018. október 11. 20:45 |

| Feröer | 0–3               | Azerbajdzsán                           |
| ------ | ----------------- | -------------------------------------- |
|        | (0–1) Jegyzőkönyv | Almeida 28' 86' (11-esből) Nazarov 67' |

| Tórsvøllur, Tórshavn Játékvezető: Aleksei Eskov (orosz) |

| 2018. október 11. 20:45 |

| Koszovó                    | 3–1               | Málta     |
| -------------------------- | ----------------- | --------- |
| Kololli 30' 81' Muriqi 68' | (1–0) Jegyzőkönyv | Agius 51' |

| Fadil Vokrri Stadium, Pristina Játékvezető: Bognár Tamás (magyar) |

| 2018. október 14. 18:00 |

| Azerbajdzsán   | 1–1               | Málta      |
| -------------- | ----------------- | ---------- |
| Abdullayev 53' | (0–1) Jegyzőkönyv | Muscat 37' |

| Olympic Stadium, Baku Játékvezető: Ivan Bebek (horvát) |

| 2018. október 14. 18:00 |

| Feröer      | 1–1               | Koszovó    |
| ----------- | ----------------- | ---------- |
| Joensen 50' | (0–1) Jegyzőkönyv | Rashica 9' |

| Tórsvøllur, Tórshavn Játékvezető: Miroslav Zelinka (cseh) |

| 2018. november 17. 18:00 |

| Azerbajdzsán            | 2–0               | Feröer |
| ----------------------- | ----------------- | ------ |
| Nazarov 18' Madatov 28' | (2–0) Jegyzőkönyv |        |

| Olimpiai Stadion, Baku Játékvezető: Demetrios Masias (ciprusi) |

| 2018. november 17. 18:00 |

| Málta | 0–5               | Koszovó                                            |
| ----- | ----------------- | -------------------------------------------------- |
|       | (0–1) Jegyzőkönyv | Muriqi 15' Kololli 70' Avdijaj 78' 80' Rashica 86' |

| Nemzeti Stadion, Ta’ Qali Játékvezető: Bartosz Frankowski (lengyel) |

| 2018. november 20. 20:45 |

| Koszovó                        | 4–0               | Azerbajdzsán |
| ------------------------------ | ----------------- | ------------ |
| Zeneli 2' 50' 76' Rrahmani 61' | (1–0) Jegyzőkönyv |              |

| Fadil Vokrri Stadium, Pristina Játékvezető: Benoît Millot (francia) |

| 2018. november 20. 20:45 |

| Málta       | 1–1               | Feröer     |
| ----------- | ----------------- | ---------- |
| Corbalan 4' | (1–1) Jegyzőkönyv | Joensen 3' |

| Nemzeti Stadion, Ta’ Qali Játékvezető: Vitali Meshkov (orosz) |

### 4. csoport
| Hely. | Csapat        | M | Gy | D | V | G+ | G– | Gk  | P  | Feljutás vagy kiesés              |     | Észak-Macedónia | Örményország | Gibraltár (brit tengerentúli terület) | Liechtenstein |
| ----- | ------------- | - | -- | - | - | -- | -- | --- | -- | --------------------------------- | --- | --------------- | ------------ | ------------------------------------- | ------------- |
| 1.    | Macedónia     | 6 | 5  | 0 | 1 | 14 | 5  | +9  | 15 | Feljutott a 2020–2021-es C ligába |     | —               | 2–0          | 4–0                                   | 4–1           |
| 2.    | Örményország  | 6 | 3  | 1 | 2 | 14 | 8  | +6  | 10 | Feljutott a 2020–2021-es C ligába |     | 4–0             | —            | 0–1                                   | 2–1           |
| 3.    | Gibraltár     | 6 | 2  | 0 | 4 | 5  | 15 | −10 | 6  |                                   |     | 0–2             | 2–6          | —                                     | 2–1           |
| 4.    | Liechtenstein | 6 | 1  | 1 | 4 | 7  | 12 | −5  | 4  |                                   | 0–2 | 2–2             | 2–0          | —                                     |               |

1. ↑  A 2020–2021-es Nemzetek Ligája átalakítása miatt a második helyezettek és a legjobb harmadik helyezett a C ligába került.[9]

| 2018. szeptember 6. 18:00 (20:00 UTC+4) |

| Örményország                | 2–1               | Liechtenstein |
| --------------------------- | ----------------- | ------------- |
| Pizzelli 30' Barseghyan 76' | (1–1) Jegyzőkönyv | Wolfinger 33' |

| Vazgen Sargsyan Republican Stadium, Jereván Játékvezető: Enea Jorgji (albán) |

| 2018. szeptember 6. 20:45 |

| Gibraltár | 0–2               | Macedónia                  |
| --------- | ----------------- | -------------------------- |
|           | (0–2) Jegyzőkönyv | Tričkovski 19' Alioski 35' |

| Victoria Stadion, Gibraltár Játékvezető: Jens Maae (dán) |

| 2018. szeptember 9. 18:00 |

| Macedónia                         | 2–0               | Örményország |
| --------------------------------- | ----------------- | ------------ |
| Alioski 14' (11-esből) Pandev 59' | (1–0) Jegyzőkönyv |              |

| Philip II Arena, Szkopje Játékvezető: Manuel Schüttengruber (osztrák) |

| 2018. szeptember 9. 20:45 |

| Liechtenstein            | 2–0               | Gibraltár |
| ------------------------ | ----------------- | --------- |
| Salanović 32' Wieser 72' | (1–0) Jegyzőkönyv |           |

| Rheinpark Stadion, Vaduz Játékvezető: Alan Mario Sant (máltai) |

| 2018. október 13. 18:00 |

| Örményország | 0–1               | Gibraltár                   |
| ------------ | ----------------- | --------------------------- |
|              | (0–0) Jegyzőkönyv | J. Chipolina 50' (11-esből) |

| Vazgen Sargsyan Republican Stadium, Jereván Játékvezető: Fedayi San (svájci) |

| 2018. október 13. 20:45 |

| Macedónia                                  | 4–1               | Liechtenstein |
| ------------------------------------------ | ----------------- | ------------- |
| Trajkovszki 10' 30' Pandev 36' Alioski 67' | (3–1) Jegyzőkönyv | Yildiz 37'    |

| Philip II Arena, Szkopje Játékvezető: Roi Reinshreiber (izraeli) |

| 2018. október 16. 18:00 |

| Örményország                                             | 4–0               | Macedónia |
| -------------------------------------------------------- | ----------------- | --------- |
| Pizzelli 12' Movsisyan 67' Ghazaryan 81' Mhitarján 90+4' | (1–0) Jegyzőkönyv |           |

| Vazgen Sargsyan Republican Stadium, Jereván Játékvezető: Martin Strömbergsson (svéd) |

| 2018. október 16. 20:45 |

| Gibraltár                    | 2–1               | Liechtenstein |
| ---------------------------- | ----------------- | ------------- |
| Cabrera 61' J. Chipolina 66' | (0–1) Jegyzőkönyv | Salanović 15' |

| Victoria Stadion, Gibraltár Játékvezető: Vasilis Dimitriou (ciprusi) |

| 2018. november 16. 20:45 |

| Gibraltár                 | 2–6               | Örményország                                              |
| ------------------------- | ----------------- | --------------------------------------------------------- |
| De Barr 10' Priestley 78' | (1–1) Jegyzőkönyv | Movsisyan 27' 48' 52' 54' Kartashyan 66' Karapetian 90+4' |

| Victoria Stadion, Gibraltár Játékvezető: Kai Erik Steen (norvég) |

| 2018. november 16. 20:45 |

| Liechtenstein | 0–2               | Macedónia                    |
| ------------- | ----------------- | ---------------------------- |
|               | (0–0) Jegyzőkönyv | Bardhi 53' Nestorovski 90+1' |

| Rheinpark Stadion, Vaduz Játékvezető: Petr Ardeleánu (cseh) |

| 2018. november 19. 20:45 |

| Macedónia                                        | 4–0               | Gibraltár |
| ------------------------------------------------ | ----------------- | --------- |
| Bardhi 27' Nestorovski 67' 80' Trajkovszki 90+2' | (1–0) Jegyzőkönyv |           |

| Philip II Arena, Szkopje Játékvezető: Daniyar Sakhi (kazak) |

| 2018. november 19. 20:45 |

| Liechtenstein         | 2–2               | Örményország              |
| --------------------- | ----------------- | ------------------------- |
| Büchel 44' Hasler 47' | (1–1) Jegyzőkönyv | Adamyan 9' Karapetian 85' |

| Rheinpark Stadion, Vaduz Játékvezető: Alain Durieux (luxemburgi) |

## Összesített rangsor
A D liga 16 csapata az UEFA Nemzetek Ligája 40–55. helyezéseit kapta, a következő szabályok alapján:
- A csoportok első helyezettjei a 40–43. helyezéseket kapták, a csoportban elért eredményeik alapján.
- A csoportok második helyezettjei a 44–47. helyezéseket kapták, a csoportban elért eredményeik alapján.
- A csoportok harmadik helyezettjei a 48–51. helyezéseket kapták, a csoportban elért eredményeik alapján.
- A csoportok negyedik helyezettjei az 52–55. helyezéseket kapták, a csoportban elért eredményeik alapján.

| Hely. | Cs | Csapat           | M | Gy | D | V | G+ | G– | Gk  | P  |
| ----- | -- | ---------------- | - | -- | - | - | -- | -- | --- | -- |
| 40.   | D1 | Grúzia           | 6 | 5  | 1 | 0 | 12 | 2  | +10 | 16 |
| 41.   | D4 | Macedónia        | 6 | 5  | 0 | 1 | 14 | 5  | +9  | 15 |
| 42.   | D3 | Koszovó          | 6 | 4  | 2 | 0 | 15 | 2  | +13 | 14 |
| 43.   | D2 | Fehéroroszország | 6 | 4  | 2 | 0 | 10 | 0  | +10 | 14 |
|       |    |                  |   |    |   |   |    |    |     |    |
| 44.   | D2 | Luxemburg        | 6 | 3  | 1 | 2 | 11 | 4  | +7  | 10 |
| 45.   | D4 | Örményország     | 6 | 3  | 1 | 2 | 14 | 8  | +6  | 10 |
| 46.   | D3 | Azerbajdzsán     | 6 | 2  | 3 | 1 | 7  | 6  | +1  | 9  |
| 47.   | D1 | Kazahsztán       | 6 | 1  | 3 | 2 | 8  | 7  | +1  | 6  |
|       |    |                  |   |    |   |   |    |    |     |    |
| 48.   | D2 | Moldova          | 6 | 2  | 3 | 1 | 4  | 5  | −1  | 9  |
| 49.   | D4 | Gibraltár        | 6 | 2  | 0 | 4 | 5  | 15 | −10 | 6  |
| 50.   | D3 | Feröer           | 6 | 1  | 2 | 3 | 5  | 10 | −5  | 5  |
| 51.   | D1 | Lettország       | 6 | 0  | 4 | 2 | 2  | 6  | −4  | 4  |
|       |    |                  |   |    |   |   |    |    |     |    |
| 52.   | D4 | Liechtenstein    | 6 | 1  | 1 | 4 | 7  | 12 | −5  | 4  |
| 53.   | D1 | Andorra          | 6 | 0  | 4 | 2 | 2  | 9  | −7  | 4  |
| 54.   | D3 | Málta            | 6 | 0  | 3 | 3 | 5  | 14 | −9  | 3  |
| 55.   | D2 | San Marino       | 6 | 0  | 0 | 6 | 0  | 16 | −16 | 0  |

## 2020-as Eb-pótselejtező
A D liga négy legjobb csapata, amely a selejtezőből nem jutott ki a 2020-as Európa-bajnokságra, részt vehetett a pótselejtezőn.
| Hely.  | Csapat           |
| ------ | ---------------- |
| 40. CS | Grúzia           |
| 41. CS | Észak-Macedónia  |
| 42. CS | Koszovó          |
| 43. CS | Fehéroroszország |
| 44.    | Luxemburg        |
| 45.    | Örményország     |
| 46.    | Azerbajdzsán[R]  |
| 47.    | Kazahsztán       |
| 48.    | Moldova          |
| 49.    | Gibraltár        |
| 50.    | Feröer           |
| 51.    | Lettország       |
| 52.    | Liechtenstein    |
| 53.    | Andorra          |
| 54.    | Málta            |
| 55.    | San Marino       |

Jegyzetek
- CS NL-csoportgyőztes
- [R] rendező
- pótselejtezőbe jutott
- kijutott az Európa-bajnokságra